# 暗殺者である俺のステータスが勇者よりも明らかに強いのだが
『暗殺者である俺のステータスが勇者よりも明らかに強いのだが』（あんさつしゃであるおれのステータスがゆうしゃよりもあきらかにつよいのだが）は、赤井まつりによる日本のライトノベル。小説投稿サイト「小説家になろう」にて2017年1月26日から連載されている。書籍版はオーバーラップ文庫（オーバーラップ）より同年11月25日から刊行されており、イラストは東西が担当。漫画版は合鴨ひろゆきによる作画でウェブコミック配信サイト「コミックガルド」（オーバーラップ）にて2018年7月10日より連載されている。公式略称は「暗殺者」とされているが、「ステつよ」とも称される。

## あらすじ
突如2年2組に巨大な魔法陣が現れ、高校生の織田晶とクラスメイトたちは、まばゆい光に呑まれて異世界へ召喚されてしまう。国王や王女らが待ち受けていたそこでは、魔王討伐のための勇者候補として、晶たちの全員に「ステータス」が割り振られた。もともと影の薄い晶は＜気配隠蔽＞のスキルや＜暗殺者＞の職業を得ていた。しかし、国王たちの態度に違和感を持った晶は＜気配隠蔽＞で国王の書斎に忍び込み、過酷な真実を知る。

## 登場人物

### 主要人物
織田晶（おだ あきら）
声 - 大塚剛央
本作の主人公。高校生。職業は暗殺者。
元から影が薄く、存在感を希薄にする＜気配隠蔽＞のスキルレベルがカンストしている。
アメリア・ローズクォーツ
声 - 水野朔
本作のヒロイン。白髪のエルフの少女。

## 既刊一覧

### 小説
- 赤井まつり（著）・東西（イラスト）『暗殺者である俺のステータスが勇者よりも明らかに強いのだが』オーバーラップ〈オーバーラップ文庫〉、既刊4巻（2021年2月25日現在）
  1. 2017年11月25日[2]、ISBN 978-4-86554-280-6
  2. 2018年3月25日[8]、ISBN 978-4-86554-327-8
  3. 2019年1月25日[9]、ISBN 978-4-86554-376-6
  4. 2021年2月25日[10]、ISBN 978-4-86554-845-7

### 漫画
- 合鴨ひろゆき（漫画）・東西（キャラクター原案）・赤井まつり（原作） 『暗殺者である俺のステータスが勇者よりも明らかに強いのだが』 オーバーラップ〈ガルドコミックス〉、既刊6巻（2025年2月25日現在）
  1. 2019年1月25日[11]、ISBN 978-4-86554-443-5
  2. 2019年8月25日[12]、ISBN 978-4-86554-537-1
  3. 2020年5月25日[13]、ISBN 978-4-86554-669-9
  4. 2022年7月25日[14]、ISBN 978-4-8240-0033-0
  5. 2023年9月25日[15]、ISBN 978-4-8240-0615-8
  6. 2025年2月25日[16]、ISBN 978-4-8240-1096-4

## テレビアニメ
2025年2月、テレビアニメ化が発表された。同年10月よりテレビ東京ほかにて放送予定。

### スタッフ
- 原作 - 赤井まつり[7]
- キャラクター原案 - 東西[7]
- 原作コミック - 合鴨ひろゆき[7]
- 監督 - 羽原信義[7]
- シリーズ構成・脚本 - 岡田邦彦[7]
- キャラクターデザイン - 岡田洋奈、斉藤香[7]
- サブキャラクターデザイン - 江禹辰[18]
- 魔物デザイン - 山根理宏[7]
- プロップデザイン - 江間一隆[18]
- メインアニメーター - 石原満[7]
- 3DCG - 安田兼盛[18]
- 美術監督 - 鈴木朗[18]
- 色彩設計 - 森ゆうき[18]
- 撮影監督 - 高橋昭裕[18]
- 編集 - 小野寺絵美[18]
- 音響監督 - 森下広人[18]
- 音響制作 - 叶音[18]
- 音楽 - 五十嵐聡（TOKYO LOGIC）[7]
- アニメーション制作 - サンライズ[7]

### 主題歌
「一閃」
VESPERBELLによるオープニングテーマ。

### 放送局
| 放送期間     | 放送時間 | 放送局       | 対象地域   | 備考        |
| ------------ | -------- | ------------ | ---------- | ----------- |
| 2025年10月 - | 未発表   | テレビ東京   | 関東広域圏 |             |
|              |          | BSフジ       | 日本全域   | BS/BS4K放送 |
|              |          | アニマックス | 日本全域   | BS/CS放送   |

## ブラウザゲーム
『暗殺者である俺のステータスが勇者よりも明らかに強いのだが シャドウブレイク（ステつよSB）』
2025年2月、テレビアニメ化と同時期に発表された。事前登録開始から1週間経った時点で、事前登録者数が1万人を達成。